# Masters of the Air
Masters of the Air è una miniserie televisiva statunitense del 2024, creata e scritta da John Shiban e John Orloff per Apple TV+ e basata sul libro di Donald Miller del 2007 Masters of the Air: How The Bomber Boys Broke Down the Nazi War Machine.
La serie, prodotta da Steven Spielberg, Tom Hanks e Gary Goetzman - gli stessi delle famose serie Band of Brothers - Fratelli al fronte e The Pacific - narra le missioni degli aviatori statunitensi del 100th Bomb Group (100º Gruppo Bombardieri) dell'United States Army Air Forces, che volavano sui B-17. È la prima serie prodotta dagli Apple Studios, in collaborazione con Playtone e Amblin Television.

## Trama
La miniserie si concentra sulle vicende degli equipaggi del 100th Bomb Group durante la seconda guerra mondiale, un reparto che volava con i bombardieri strategici USAAF Boeing B-17 Flying Fortress della Eighth Air Force con base nell'aeroporto della RAF di Thorpe Abbotts, Inghilterra orientale. La serie di nove puntate racconta le operazioni di bombardamento strategico sulla Germania dal 1943 al 1945, dalle prime azioni contro le basi degli U-Boot in Norvegia e sulla costa tedesca, passando per le operazioni per distruggere i centri produttivi nel cuore della Germania (Millennium, Gomorrah, Berlino e altre) e i bombardamenti di preparazione per lo sbarco in Normandia (Pointblank), fino alle missioni per rifornire le popolazioni dell'Europa liberata dall'occupazione tedesca nel tardo 1945. Nel frattempo vengono narrate anche le vicende delle più famose personalità del 100th Bomber Group, come Gale Cleven e John Egan, due amici inseparabili che dopo essere stati abbattuti in due missioni diverse nel 1943 si ritroveranno assieme in un campo di prigionia in Germania fino all'aprile 1945, Harry Crosby, che da navigatore sui B-17 diventerà lead navigator, l'ufficiale che gestì le missioni di volo di tutto il 100th Bomber Group e Robert Rosenthal, che partecipò a ben 52 missioni di bombardamento.

## Personaggi e interpreti

### Personaggi principali
- Maggiore Gale "Buck" Cleven, interpretato da Austin Butler[5]
- Maggiore John "Bucky" Egan, interpretato da Callum Turner[5]
- Maggiore Robert "Rosie" Rosenthal, interpretato da Nate Mann
- Tenente Harry Crosby, interpretato da Anthony Boyle
- Tenente Curtis Biddick, interpretato da Barry Keoghan
- Colonnello Harold Huglin, interpretato da Nikolai Kinski
- Maggiore Marvin "Red" Bowman, interpretato da Stephen Campbell Moore
- Tenente Roy Frank Claytor, interpretato da Sawyer Spielberg
- Marjorie "Marge" Spencer, interpretata da Isabel May
- Colonnello Neil "Chick" Harding, interpretato da James Murray
- Tenente Herbert Nash, interpretato da Laurie Davidson
- Paulina, interpretata da Joanna Kulig

## Produzione
Le riprese principali sono iniziate in Inghilterra nel 2021, ma sono state ritardate in diverse occasioni a causa delle rigide misure governative legate alla lotta alla diffusione della pandemia di COVID-19.

## Distribuzione
Masters of the Air ha debuttato il 26 gennaio 2024 su Apple TV+.

## Accoglienza
L'aggregatore di recensioni Rotten Tomatoes riporta l'87% di recensioni positive, con un punteggio medio di 8 su 10 basato sul consenso di 91 critici.